# Exochus kanayamensis
Exochus kanayamensis là một loài tò vò trong họ Ichneumonidae.